# 21029 Adorno
21029 Adorno è un asteroide della fascia principale. Scoperto il 7 ottobre 1989 da Eric Walter Elst presso l’Osservatorio di La Silla, presenta un'orbita caratterizzata da un semiasse maggiore pari a 2,8722653 UA, da un'eccentricità di 0,0554721 e da un’inclinazione di 3,27225° rispetto all’eclittica.

## Denominazione
L'asteroide è stato dedicato a Theodor W. Adorno, filosofo, sociologo, musicologo e compositore tedesco, noto per i suoi studi sulla teoria critica della società.